# کوکی کوتگاوا
کوکی کوتگاوا (انگلیسی: Koki Kotegawa؛ زادهٔ ۱۲ سپتامبر ۱۹۸۹) بازیکن فوتبال اهل ژاپن است.